# Гомбло
Го́мбло , настоящее имя — Суджарво́то Сумарсо́но (индон. Gombloh; 12 июля 1948, Джомбанг, Восточная Ява, Индонезия — 9 января 1988, Сурабая, Восточная Ява, Индонезия) — индонезийский певец, музыкант и автор песен, общественный деятель.

## Биография
Учился в Технологическом институте в Сурабая (Восточная Ява), однако учёбу в вузе не окончил, бросил институт и переехал на Бали, где стал уличным артистом.
Позже присоединился к симфонической рок-группе Lemon Tree’s Anno '69, на которую повлияло творчество Emerson, Lake & Palmer и Genesis. Музыканты выпустили Sekar Mayang, альбом на яванском языке и несколько альбомов на индонезийском языке.
В 1982 году Гомбло выпустил альбом Gombloh Berita Cuaca. В 1983 году вышел Gila под лейблом Nirwana Records, что усилило его популярность. Однако ранние альбомы не имели большого коммерческого успеха.
На музыкальной сцене Гомбло всегда ассоциировался с длинными волосами, шляпой и неопрятными усами. Имя Гомбло стало популярным после того, как он сочинил песню «Кебяр-Кебяр» («Kebyar-Kebyar»).
Две его песни вошли в список 150 индонезийских песен всех времен, объявленный на страницах местного издания журнала Rolling Stone («Kebyar-Kebyar» на второй позиции и «Berita Cuaca» на 98 позиции). Песни, созданные и исполненные Гомбло, были посвящены национализму, общественной жизни, проблемам городского общества и человечества.
Кроме музыки, занимался общественной деятельностью: стремится полностью искоренить проституцию в Индонезии и во всем мире. Использовал выручку от концертов для оказания материальной помощи проституткам в Сурабае.
Гомбло умер в Сурабае 9 января 1988 года из-за болезни лёгких, связанной с его привычкой поздно ложиться спать и курить в постели.
Когда его тело было захоронено на кладбище Тембок-Геде, жители Сурабая заполнили дороги, создав пробки на пять километров от кладбищенского комплекса.

## Дискография

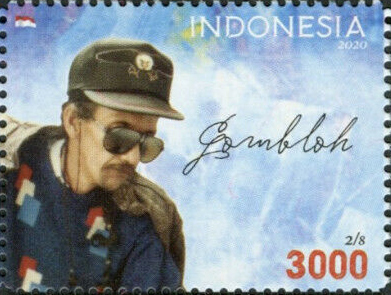
Гомбло на почтовой марке Индонезии. 2020

- Nadra dan Atmosphere (Golden Hand, 1978)
- Mawar Desa (Golden Hand, 1978)
- Kadar Bangsaku (Golden Hand, 1979)
- Kebyar Kebyar (Golden Hand, 1979)
- Pesan Buat Negeriku (Gulden Hand, 1980)
- Sekar Mayang (Golden Hand, 1981)
- Terimakasih Indonesiaku (Chandra Recording, 1981)
- Pesan Buat Kaum Belia (Chandra Recording, 1982)
- Berita Cuaca (Chandra Recording, 1982)
- Kami Anak Negeri Ini (Chandra Recording, 1983)
- Gila (Nirwana, 1983)
- l/2 Gila (Nirwana, 1984)
- Semakin Gila (Nirwana, 1986)
- Apel (Nirwana, 1986)
- Apa Itu Tidak Edan (Nirwana, 1987)

## Награды
- Nugraha Bhakti Musik Indonesia award

## Память
- В 2020 году Почта Индонезии выпустила марку с его изображением.
- В 1996 году ряд художников Сурабая инициировали создание статуи Гомбло, которая была установлена в Народном парке развлечений Сурабая.
- Памяти певца Гуру писатель Димасом Нуграхой посвятил книгу «Гомбло: революция любви из Сурабая».
- Его песни также были предметом научного исследования специалистов Корнельского университета, Нью-Йорк, США.